# Szewniewo (obwód smoleński)
Szewniewo (ros. Шевнево) – wieś (ros. деревня, trb. dieriewnia) w zachodniej Rosji, w osiedlu wiejskim Malejewskoje rejonu krasninskiego w obwodzie smoleńskim.

## Geografia
Miejscowość położona jest nad rzeką Jechienka, 3 km od drogi federalnej R135 (Smoleńsk – Krasnyj – Gusino), 4,5 km od centrum administracyjnego osiedla wiejskiego (Malejewo), 3,5 km od centrum administracyjnego rejonu (Krasnyj), 45,5 km od Smoleńska, 21,5 km od najbliższej stacji kolejowej (Gusino).
W granicach miejscowości znajduje się ulica Dacznaja.

## Demografia
W 2010 r. miejscowość nie posiadała mieszkańców.